# Eagle Lake (Eagle River, Kenora District)
Der Eagle Lake (englisch für „Adler-See“) ist ein See im Kenora District im Südwesten der kanadischen Provinz Ontario.

## Lage
Der 275 km² große Eagle Lake liegt westlich von Dryden. Er hat eine maximale Tiefe von 34 m. Der See wird vom Eagle River nach Norden hin zum Wabigoon River entwässert. 

## Seefauna
Im See werden folgende Fischarten gefangen: Glasaugenbarsch, Kanadischer Zander, Forellenbarsch, Schwarzbarsch, Hecht, Muskellunge, Amerikanischer Flussbarsch, Sonnenbarsche und Amerikanischer Seesaibling. Der Fang des See-Störs ist ganzjährig verboten.